# Dinamarca en la Copa Mundial de Fútbol de 2022
La selección de Dinamarca fue uno de los treinta y dos equipos participantes en la Copa Mundial de Fútbol de 2022, torneo que se llevó a cabo del 20 de noviembre al 18 de diciembre en Catar.
Fue la sexta participación de Dinamarca, formó parte del Grupo D, junto a Francia, Australia y Túnez.

## Clasificación
La selección de Dinamarca inició su camino al mundial desde la primera ronda de la clasificación europea. Debido a la pandemia de covid-19 en 2020 no se disputó ningún partido, comenzó en marzo de 2021 con los encuentros correspondientes a la fase de grupos. Al terminar en el primer lugar del Grupo F clasificó de manera directa a la Copa Mundial.

### Tabla de posiciones
| Selección   | Pts. | PJ | PG | PE | PP | GF | GC | Dif |
| ----------- | ---- | -- | -- | -- | -- | -- | -- | --- |
| Dinamarca   | 27   | 10 | 9  | 0  | 1  | 30 | 3  | 27  |
| Escocia     | 23   | 10 | 7  | 2  | 1  | 17 | 7  | 10  |
| Israel      | 16   | 10 | 5  | 1  | 4  | 23 | 21 | 2   |
| Austria     | 16   | 10 | 5  | 1  | 4  | 19 | 17 | 2   |
| Islas Feroe | 4    | 10 | 1  | 1  | 8  | 7  | 23 | –16 |
| Moldavia    | 1    | 10 | 0  | 1  | 9  | 5  | 30 | –25 |

|  | Clasificado a la Copa Mundial. |
|  | Clasificado a los play-offs.   |

### Partidos
| Fecha                   | Lugar      | Jornada                  | Local       | Resultado | Visitante   |
| ----------------------- | ---------- | ------------------------ | ----------- | --------- | ----------- |
| 25 de marzo de 2021     | Tel Aviv   | Primera ronda - Fecha 1  | Israel      | 0:2 (0:1) | Dinamarca   |
| 28 de marzo de 2021     | Herning    | Primera ronda - Fecha 2  | Dinamarca   | 8:0 (5:0) | Moldavia    |
| 31 de marzo de 2021     | Viena      | Primera ronda - Fecha 3  | Austria     | 0:4 (0:0) | Dinamarca   |
| 1 de septiembre de 2021 | Copenhague | Primera ronda - Fecha 4  | Dinamarca   | 2:0 (2:0) | Escocia     |
| 4 de septiembre de 2021 | Tórshavn   | Primera ronda - Fecha 5  | Islas Feroe | 0:1 (0:0) | Dinamarca   |
| 7 de septiembre de 2021 | Copenhague | Primera ronda - Fecha 6  | Dinamarca   | 5:0 (3:0) | Israel      |
| 9 de octubre de 2021    | Chisináu   | Primera ronda - Fecha 7  | Moldavia    | 0:4 (0:4) | Dinamarca   |
| 12 de octubre de 2021   | Copenhague | Primera ronda - Fecha 8  | Dinamarca   | 1:0 (0:0) | Austria     |
| 12 de noviembre de 2021 | Copenhague | Primera ronda - Fecha 9  | Dinamarca   | 3:1 (1:0) | Islas Feroe |
| 15 de noviembre de 2021 | Glasgow    | Primera ronda - Fecha 10 | Escocia     | 2:0 (1:0) | Dinamarca   |

## Preparación

### Amistosos previos
| 26 de marzo de 2022 | Países Bajos                                   | 4:2 (3:1) | Dinamarca                       | Johan Cruyff Arena, Ámsterdam |                             |
| 20:45 (UTC+1)       | - Bergwijn 16' 71' - Aké 29' - Depay 37' (pen) | Reporte   | - Vestergaard 20' - Eriksen 47' | Árbitro(s): Lawrence Visser   | Árbitro(s): Lawrence Visser |

| 29 de marzo de 2022 | Dinamarca                                  | 3:0 (1:0) | Serbia | Parken Stadion, Copenhague |                          |
| 20:45 (UTC+2)       | - Maehle 15' - Lindstrøm 53' - Eriksen 57' | Reporte   |        | Árbitro(s): Felix Zwayer   | Árbitro(s): Felix Zwayer |

### Partidos oficiales
| 3 de junio de 2022 | Francia       | 1:2 (0:0) | Dinamarca            | Estadio de Francia, Saint-Denis                                                 |                                                                                 |
| 20:45 (UTC+2)      | - Benzema 51' | Reporte   | - Cornelius 68', 88' | Asistencia: 75 833 espectadores Árbitro(s): Felix Zwayer VAR: Christian Dingert | Asistencia: 75 833 espectadores Árbitro(s): Felix Zwayer VAR: Christian Dingert |

| 6 de junio de 2022 | Austria        | 1:2 (0:1) | Dinamarca                    | Estadio Ernst Happel, Viena                                                |                                                                            |
| 22:15 (UTC+2) | - Schlager 67' | Reporte   | - Højbjerg 25' - Stryger 84' | Asistencia: 18 700 espectadores Árbitro(s): William Collum VAR: Kevin Blom | Asistencia: 18 700 espectadores Árbitro(s): William Collum VAR: Kevin Blom |
| El partido estaba inicialmente programado para las 20:45, pero se retrasó hasta las 22:15, debido a un corte de energía en los entornos del estadio. |                |           |                              |                                                                            |                                                                            |

| 10 de junio de 2022 | Dinamarca | 0:1 (0:0) | Croacia       | Parken Stadion, Copenhague                                                           |                                                                                      |
| 20:45 (UTC+2)       |           | Reporte   | - Pašalić 69' | Asistencia: 35 862 espectadores Árbitro(s): Bartosz Frankowski VAR: Paweł Raczkowski | Asistencia: 35 862 espectadores Árbitro(s): Bartosz Frankowski VAR: Paweł Raczkowski |

| 13 de junio de 2022 | Dinamarca                   | 2:0 (2:0) | Austria | Parken Stadion, Copenhague                                                            |                                                                                       |
| 20:45 (UTC+2)       | - Wind 21' - Skov Olsen 37' | Reporte   |         | Asistencia: 35 230 espectadores Árbitro(s): Hernández Hernández VAR: Cuadra Fernández | Asistencia: 35 230 espectadores Árbitro(s): Hernández Hernández VAR: Cuadra Fernández |

| 22 de septiembre de 2022 | Croacia                | 2:1 (0:0) | Dinamarca   | Estadio Maksimir, Zagreb                                                     |                                                                              |
| 20:45 (UTC+2)            | - Sosa 49' - Majer 79' | Reporte   | Eriksen 77' | Asistencia: 22 715 espectadores Árbitro(s): Davide Massa VAR: Marco Di Bello | Asistencia: 22 715 espectadores Árbitro(s): Davide Massa VAR: Marco Di Bello |

| 25 de septiembre de 2022 | Dinamarca                      | 2:0 (2:0) | Francia | Parken Stadion, Copenhague                                                       |                                                                                  |
| 20:45 (UTC+2)            | - Dolberg 34' - Skov Olsen 39' | Reporte   |         | Asistencia: 36 064 espectadores Árbitro(s): István Kovács VAR: Christian Dingert | Asistencia: 36 064 espectadores Árbitro(s): István Kovács VAR: Christian Dingert |

## Plantel

### Lista de convocados
Entrenador:  Kasper Hjulmand
Dinamarca anunció 21 de los 26 jugadores de la lista final el 7 de noviembre de 2022. Los últimos cinco jugadores fueron anunciados el 13 de noviembre de 2022.
| No. | Pos. | Jugador               | Fecha de nacimiento (edad)        | Apa. | Goles | Club                     |
| --- | ---- | --------------------- | --------------------------------- | ---- | ----- | ------------------------ |
| 1   | POR  | Kasper Schmeichel     | 17 de mayo de 1986 (36 años)      | 86   | 0     | O. G. C. Niza            |
| 2   | DEF  | Joachim Andersen      | 31 de junio de 1996 (26 años)     | 19   | 0     | Crystal Palace F. C.     |
| 3   | DEF  | Victor Nelsson        | 14 de octubre de 1998 (24 años)   | 7    | 0     | Galatasaray S. K.        |
| 4   | DEF  | Simon Kjær            | 26 de marzo de 1989 (33 años)     | 121  | 5     | A. C. Milan              |
| 5   | DEF  | Joakim Mæhle          | 20 de mayo de 1997 (25 años)      | 31   | 9     | Atalanta B. C.           |
| 6   | DEF  | Andreas Christensen   | 10 de abril de 1996 (26 años)     | 58   | 2     | F. C. Barcelona          |
| 7   | MED  | Mathias Jensen        | 1 de enero de 1996 (26 años)      | 20   | 1     | Brentford F. C.          |
| 8   | MED  | Thomas Delaney        | 3 de septiembre de 1991 (31 años) | 71   | 7     | Sevilla F. C.            |
| 9   | DEL  | Martin Braithwaite    | 5 de junio de 1991 (31 años)      | 62   | 10    | R. C. D. Espanyol        |
| 10  | MED  | Christian Eriksen     | 14 de febrero de 1992 (30 años)   | 117  | 39    | Manchester United F. C.  |
| 11  | MED  | Andreas Skov Olsen    | 29 de diciembre de 1999 (22 años) | 23   | 8     | C. Brujas                |
| 12  | DEL  | Kasper Dolberg        | 6 de octubre de 1997 (25 años)    | 37   | 11    | Sevilla F. C.            |
| 13  | DEF  | Rasmus Kristensen     | 11 de julio de 1997 (25 años)     | 10   | 0     | Leeds United F. C.       |
| 14  | MED  | Mikkel Damsgaard      | 3 de julio de 2000 (22 años)      | 18   | 4     | Brentford F. C.          |
| 15  | MED  | Christian Nørgaard    | 10 de marzo de 1994 (28 años)     | 17   | 1     | Brentford F. C.          |
| 16  | POR  | Oliver Christensen    | 22 de marzo de 1999 (23 años)     | 1    | 0     | Hertha Berlín            |
| 17  | DEF  | Jens Stryger Larsen   | 21 de febrero de 1991 (31 años)   | 49   | 3     | Trabzonspor K.           |
| 18  | DEF  | Daniel Wass           | 31 de mayo de 1989 (33 años)      | 44   | 1     | Brøndby I. F.            |
| 19  | DEL  | Jonas Wind            | 7 de febrero de 1999 (23 años)    | 15   | 5     | V. f. L. Wolfsburgo      |
| 20  | DEL  | Yussuf Poulsen        | 15 de junio de 1994 (28 años)     | 68   | 11    | R. B. Leipzig            |
| 21  | DEL  | Andreas Cornelius     | 16 de marzo de 1993 (29 años)     | 41   | 9     | F. C. Copenhague         |
| 22  | POR  | Frederik Rønnow       | 4 de agosto de 1992 (30 años)     | 8    | 0     | F. C. Unión Berlín       |
| 23  | MED  | Pierre-Emile Højbjerg | 5 de agosto de 1995 (27 años)     | 60   | 5     | Tottenham Hotspur F. C.  |
| 24  | MED  | Robert Skov           | 20 de mayo de 1996 (26 años)      | 11   | 5     | T. S. G. 1899 Hoffenheim |
| 25  | MED  | Jesper Lindstrøm      | 29 de febrero de 2000 (22 años)   | 6    | 1     | Eintracht Fráncfort      |
| 26  | DEF  | Alexander Bah         | 9 de diciembre de 1997 (24 años)  | 4    | 1     | S. L. Benfica            |

## Participación
- Los horarios son correspondientes a la hora local de Catar (UTC+3).

### Partidos
| Fecha           | Lugar | Instancia      | Local     |                      | Resultado |                      | Visitante |
| --------------- | ----- | -------------- | --------- | -------------------- | --------- | -------------------- | --------- |
| 22 de noviembre | Rayán | Fase de grupos | Dinamarca | Bandera de Dinamarca | 0:0       | Bandera de Túnez     | Túnez     |
| 26 de noviembre | Doha  | Fase de grupos | Francia   | Bandera de Francia   | 2:1 (0:0) | Bandera de Dinamarca | Dinamarca |
| 30 de noviembre | Rayán | Fase de grupos | Australia | Bandera de Australia | 1:0 (0:0) | Bandera de Dinamarca | Dinamarca |

### Fase de grupos - Grupo D
| Selección | Pts | PJ | PG | PE | PP | GF | GC | Dif |
| --------- | --- | -- | -- | -- | -- | -- | -- | --- |
| Francia   | 6   | 3  | 2  | 0  | 1  | 6  | 3  | +3  |
| Australia | 6   | 3  | 2  | 0  | 1  | 3  | 4  | –1  |
| Túnez     | 4   | 3  | 1  | 1  | 1  | 1  | 1  | 0   |
| Dinamarca | 1   | 3  | 0  | 1  | 2  | 1  | 3  | –2  |

|  | Clasificados a los octavos de final. |

#### Dinamarca vs. Túnez
| 22 de noviembre | Dinamarca | 0:0     | Túnez | Estadio Ciudad de la Educación, Rayán                                          |                                                                                |
| 16:00           |           | Reporte |       | Asistencia: 42 925 espectadores Árbitro(s): César Ramos VAR: Fernando Guerrero | Asistencia: 42 925 espectadores Árbitro(s): César Ramos VAR: Fernando Guerrero |

| 1          | Guardameta     | Kasper Schmeichel     |       |
| 2          | Defensa        | Joachim Andersen      |       |
| 4          | Defensa        | Simon Kjær            | 65'   |
| 6          | Defensa        | Andreas Christensen   |       |
| 13         | Centrocampista | Rasmus Kristensen     |       |
| 23         | Centrocampista | Pierre-Emile Højbjerg |       |
| 8          | Centrocampista | Thomas Delaney        | 45+1' |
| 10         | Centrocampista | Christian Eriksen     |       |
| 5          | Centrocampista | Joakim Mæhle          |       |
| 11         | Delantero      | Andreas Skov Olsen    | 65'   |
| 12         | Delantero      | Kasper Dolberg        | 65'   |
| Entrenador | Entrenador     | Kasper Hjulmand       |       |

| 16         | Guardameta     | Aymen Dahmen     |     |
| 3          | Defensa        | Montassar Talbi  |     |
| 6          | Defensa        | Dylan Bronn      |     |
| 4          | Defensa        | Yassine Meriah   |     |
| 20         | Centrocampista | Mohamed Dräger   | 88' |
| 14         | Centrocampista | Aïssa Laïdouni   | 88' |
| 17         | Centrocampista | Ellyes Skhiri    |     |
| 24         | Centrocampista | Ali Abdi         |     |
| 25         | Delantero      | Anis Ben Slimane | 67' |
| 9          | Delantero      | Issam Jebali     | 80' |
| 7          | Delantero      | Youssef Msakni   | 80' |
| Entrenador | Entrenador     | Jalel Kadri      |     |

| 14 | Centrocampista | Mikkel Damsgaard  | 45+1' |
| 7  | Centrocampista | Mathias Jensen    | 65'   |
| 25 | Centrocampista | Jesper Lindstrøm  | 65'   |
| 21 | Delantero      | Andreas Cornelius | 65'   |

| 23 | Delantero      | Naïm Sliti            | 67' |
| 8  | Centrocampista | Hannibal Mejbri       | 80' |
| 11 | Delantero      | Taha Yassine Khenissi | 80' |
| 21 | Defensa        | Wajdi Kechrida        | 88' |
| 13 | Centrocampista | Ferjani Sassi         | 88' |

| Amonestado | 24' | Rasmus Kristensen |
| Amonestado | 78' | Mathias Jensen    |

| Amonestado | 86' | Taha Yassine Khenissi |

| Árbitro             | César Ramos           |
| Árbitros asistentes | Alberto Morín         |
| Árbitros asistentes | Miguel Hernández      |
| Cuarto árbitro      | Said Martínez         |
| Quinto árbitro      | Walter López          |
| VAR                 | Fernando Guerrero     |
| Adicionales VAR     | Armando Villarreal    |
| Adicionales VAR     | Gabriel Chade         |
| Adicionales VAR     | Juan Martínez Munuera |
| Adicionales VAR     | Mahmoud Abouelregal   |

| 1          | Guardameta     | Kasper Schmeichel     |       |
| 2          | Defensa        | Joachim Andersen      |       |
| 4          | Defensa        | Simon Kjær            | 65'   |
| 6          | Defensa        | Andreas Christensen   |       |
| 13         | Centrocampista | Rasmus Kristensen     |       |
| 23         | Centrocampista | Pierre-Emile Højbjerg |       |
| 8          | Centrocampista | Thomas Delaney        | 45+1' |
| 10         | Centrocampista | Christian Eriksen     |       |
| 5          | Centrocampista | Joakim Mæhle          |       |
| 11         | Delantero      | Andreas Skov Olsen    | 65'   |
| 12         | Delantero      | Kasper Dolberg        | 65'   |
| Entrenador | Entrenador     | Kasper Hjulmand       |       |

| 16         | Guardameta     | Aymen Dahmen     |     |
| 3          | Defensa        | Montassar Talbi  |     |
| 6          | Defensa        | Dylan Bronn      |     |
| 4          | Defensa        | Yassine Meriah   |     |
| 20         | Centrocampista | Mohamed Dräger   | 88' |
| 14         | Centrocampista | Aïssa Laïdouni   | 88' |
| 17         | Centrocampista | Ellyes Skhiri    |     |
| 24         | Centrocampista | Ali Abdi         |     |
| 25         | Delantero      | Anis Ben Slimane | 67' |
| 9          | Delantero      | Issam Jebali     | 80' |
| 7          | Delantero      | Youssef Msakni   | 80' |
| Entrenador | Entrenador     | Jalel Kadri      |     |

| 14 | Centrocampista | Mikkel Damsgaard  | 45+1' |
| 7  | Centrocampista | Mathias Jensen    | 65'   |
| 25 | Centrocampista | Jesper Lindstrøm  | 65'   |
| 21 | Delantero      | Andreas Cornelius | 65'   |

| 23 | Delantero      | Naïm Sliti            | 67' |
| 8  | Centrocampista | Hannibal Mejbri       | 80' |
| 11 | Delantero      | Taha Yassine Khenissi | 80' |
| 21 | Defensa        | Wajdi Kechrida        | 88' |
| 13 | Centrocampista | Ferjani Sassi         | 88' |

| Amonestado | 24' | Rasmus Kristensen |
| Amonestado | 78' | Mathias Jensen    |

| Amonestado | 86' | Taha Yassine Khenissi |

| Árbitro             | César Ramos           |
| Árbitros asistentes | Alberto Morín         |
| Árbitros asistentes | Miguel Hernández      |
| Cuarto árbitro      | Said Martínez         |
| Quinto árbitro      | Walter López          |
| VAR                 | Fernando Guerrero     |
| Adicionales VAR     | Armando Villarreal    |
| Adicionales VAR     | Gabriel Chade         |
| Adicionales VAR     | Juan Martínez Munuera |
| Adicionales VAR     | Mahmoud Abouelregal   |

| \| Estadísticas \| \| \| \| Tiros \| 11 \| 13 \| \| Tiros a puerta \| 5 \| 1 \| \| Faltas \| 9 \| 10 \| \| Saques de esquina \| 11 \| 9 \| \| Penaltis \| 0 \| 0 \| \| Fueras de juego \| 1 \| 1 \| \| Posesión de balón \| 62% \| 38% \| | Alineación inicial   |                  |
| Estadísticas | Bandera de Dinamarca | Bandera de Túnez |
| Tiros | 11                   | 13               |
| Tiros a puerta | 5                    | 1                |
| Faltas | 9                    | 10               |
| Saques de esquina | 11                   | 9                |
| Penaltis | 0                    | 0                |
| Fueras de juego | 1                    | 1                |
| Posesión de balón | 62%                  | 38%              |

#### Francia vs. Dinamarca
| 26 de noviembre | Francia         | 2:1 (0:0) | Dinamarca          | Estadio 974, Doha                                                                    |                                                                                      |
| 19:00           | Mbappé 61', 86' | Reporte   | A. Christensen 68' | Asistencia: 42 860 espectadores Árbitro(s): Szymon Marciniak VAR: Tomasz Kwiatkowski | Asistencia: 42 860 espectadores Árbitro(s): Szymon Marciniak VAR: Tomasz Kwiatkowski |

| 1          | Guardameta     | Hugo Lloris         |       |
| 5          | Defensa        | Jules Koundé        |       |
| 4          | Defensa        | Raphaël Varane      | 75'   |
| 18         | Defensa        | Dayot Upamecano     |       |
| 22         | Defensa        | Theo Hernández      |       |
| 8          | Centrocampista | Aurélien Tchouaméni |       |
| 14         | Centrocampista | Adrien Rabiot       |       |
| 11         | Centrocampista | Ousmane Dembélé     | 75'   |
| 7          | Centrocampista | Antoine Griezmann   | 90+3' |
| 10         | Centrocampista | Kylian Mbappé       |       |
| 9          | Delantero      | Olivier Giroud      | 63'   |
| Entrenador | Entrenador     | Didier Deschamps    |       |

| 1          | Guardameta     | Kasper Schmeichel     |       |
| 2          | Defensa        | Joachim Andersen      |       |
| 6          | Defensa        | Andreas Christensen   |       |
| 3          | Defensa        | Victor Nelsson        |       |
| 13         | Centrocampista | Rasmus Kristensen     | 90+2' |
| 23         | Centrocampista | Pierre-Emile Højbjerg |       |
| 10         | Centrocampista | Christian Eriksen     |       |
| 5          | Centrocampista | Joakim Mæhle          |       |
| 25         | Delantero      | Jesper Lindstrøm      | 85'   |
| 21         | Delantero      | Andreas Cornelius     | 46'   |
| 14         | Delantero      | Mikkel Damsgaard      | 73'   |
| Entrenador | Entrenador     | Kasper Hjulmand       |       |

| 26 | Delantero      | Marcus Thuram   | 63'   |
| 20 | Delantero      | Kingsley Coman  | 75'   |
| 24 | Defensa        | Ibrahima Konaté | 75'   |
| 13 | Centrocampista | Youssouf Fofana | 90+3' |

| 9  | Delantero      | Martin Braithwaite | 46'   |
| 12 | Delantero      | Kasper Dolberg     | 73'   |
| 15 | Centrocampista | Christian Nørgaard | 85'   |
| 26 | Defensa        | Alexander Bah      | 90+2' |

| Anotado | 61' | Kylian Mbappé | 1–0 |
| Anotado | 86' | Kylian Mbappé | 2–1 |

| Anotado | 68' | Andreas Christensen | 1–1 |

| Amonestado | 43' | Jules Koundé |

| Amonestado | 20' | Andreas Christensen |
| Amonestado | 23' | Andreas Cornelius   |

| Árbitro             | Szymon Marciniak                   |
| Árbitros asistentes | Paweł Sokolnicki                   |
| Árbitros asistentes | Tomasz Listkiewicz                 |
| Cuarto árbitro      | Ma Ning                            |
| Quinto árbitro      | Cao Yi                             |
| VAR                 | Tomasz Kwiatkowski                 |
| Adicionales VAR     | Juan Martínez Munuera              |
| Adicionales VAR     | Taleb Al-Marri                     |
| Adicionales VAR     | Alejandro José Hernández Hernández |
| Adicionales VAR     | Mohamed Al-Hammadi                 |

| 1          | Guardameta     | Hugo Lloris         |       |
| 5          | Defensa        | Jules Koundé        |       |
| 4          | Defensa        | Raphaël Varane      | 75'   |
| 18         | Defensa        | Dayot Upamecano     |       |
| 22         | Defensa        | Theo Hernández      |       |
| 8          | Centrocampista | Aurélien Tchouaméni |       |
| 14         | Centrocampista | Adrien Rabiot       |       |
| 11         | Centrocampista | Ousmane Dembélé     | 75'   |
| 7          | Centrocampista | Antoine Griezmann   | 90+3' |
| 10         | Centrocampista | Kylian Mbappé       |       |
| 9          | Delantero      | Olivier Giroud      | 63'   |
| Entrenador | Entrenador     | Didier Deschamps    |       |

| 1          | Guardameta     | Kasper Schmeichel     |       |
| 2          | Defensa        | Joachim Andersen      |       |
| 6          | Defensa        | Andreas Christensen   |       |
| 3          | Defensa        | Victor Nelsson        |       |
| 13         | Centrocampista | Rasmus Kristensen     | 90+2' |
| 23         | Centrocampista | Pierre-Emile Højbjerg |       |
| 10         | Centrocampista | Christian Eriksen     |       |
| 5          | Centrocampista | Joakim Mæhle          |       |
| 25         | Delantero      | Jesper Lindstrøm      | 85'   |
| 21         | Delantero      | Andreas Cornelius     | 46'   |
| 14         | Delantero      | Mikkel Damsgaard      | 73'   |
| Entrenador | Entrenador     | Kasper Hjulmand       |       |

| 26 | Delantero      | Marcus Thuram   | 63'   |
| 20 | Delantero      | Kingsley Coman  | 75'   |
| 24 | Defensa        | Ibrahima Konaté | 75'   |
| 13 | Centrocampista | Youssouf Fofana | 90+3' |

| 9  | Delantero      | Martin Braithwaite | 46'   |
| 12 | Delantero      | Kasper Dolberg     | 73'   |
| 15 | Centrocampista | Christian Nørgaard | 85'   |
| 26 | Defensa        | Alexander Bah      | 90+2' |

| Anotado | 61' | Kylian Mbappé | 1–0 |
| Anotado | 86' | Kylian Mbappé | 2–1 |

| Anotado | 68' | Andreas Christensen | 1–1 |

| Amonestado | 43' | Jules Koundé |

| Amonestado | 20' | Andreas Christensen |
| Amonestado | 23' | Andreas Cornelius   |

| Árbitro             | Szymon Marciniak                   |
| Árbitros asistentes | Paweł Sokolnicki                   |
| Árbitros asistentes | Tomasz Listkiewicz                 |
| Cuarto árbitro      | Ma Ning                            |
| Quinto árbitro      | Cao Yi                             |
| VAR                 | Tomasz Kwiatkowski                 |
| Adicionales VAR     | Juan Martínez Munuera              |
| Adicionales VAR     | Taleb Al-Marri                     |
| Adicionales VAR     | Alejandro José Hernández Hernández |
| Adicionales VAR     | Mohamed Al-Hammadi                 |

| \| Estadísticas \| \| \| \| Tiros \| 21 \| 10 \| \| Tiros a puerta \| 7 \| 2 \| \| Faltas \| 4 \| 9 \| \| Saques de esquina \| 6 \| 4 \| \| Penaltis \| 0 \| 0 \| \| Fueras de juego \| 1 \| 1 \| \| Posesión de balón \| 48% \| 52% \| | Alineación inicial |                      |
| Estadísticas | Bandera de Francia | Bandera de Dinamarca |
| Tiros | 21                 | 10                   |
| Tiros a puerta | 7                  | 2                    |
| Faltas | 4                  | 9                    |
| Saques de esquina | 6                  | 4                    |
| Penaltis | 0                  | 0                    |
| Fueras de juego | 1                  | 1                    |
| Posesión de balón | 48%                | 52%                  |

#### Australia vs. Dinamarca
| 30 de noviembre | Australia  | 1:0 (1:0) | Dinamarca | Estadio Al Janoub, Al Wakrah                                                     |                                                                                  |
| 18:00           | Leckie 60' | Reporte   |           | Asistencia: 41 232 espectadores Árbitro(s): Mustapha Ghorbal VAR: Mauro Vigliano | Asistencia: 41 232 espectadores Árbitro(s): Mustapha Ghorbal VAR: Mauro Vigliano |

| 1          | Guardameta     | Mathew Ryan    |     |
| 2          | Defensa        | Milos Degenek  |     |
| 19         | Defensa        | Harry Souttar  |     |
| 4          | Defensa        | Kye Rowles     |     |
| 16         | Defensa        | Aziz Behich    |     |
| 7          | Centrocampista | Mathew Leckie  | 89' |
| 22         | Centrocampista | Jackson Irvine |     |
| 13         | Centrocampista | Aaron Mooy     |     |
| 23         | Centrocampista | Craig Goodwin  | 46' |
| 15         | Delantero      | Mitchell Duke  | 82' |
| 14         | Delantero      | Riley McGree   | 74' |
| Entrenador | Entrenador     | Graham Arnold  |     |

| 1          | Guardameta     | Kasper Schmeichel     |     |
| 13         | Defensa        | Rasmus Kristensen     | 46' |
| 2          | Defensa        | Joachim Andersen      |     |
| 6          | Defensa        | Andreas Christensen   |     |
| 5          | Defensa        | Joakim Mæhle          | 70' |
| 23         | Centrocampista | Pierre-Emile Højbjerg |     |
| 7          | Centrocampista | Mathias Jensen        | 59' |
| 11         | Centrocampista | Andreas Skov Olsen    | 69' |
| 10         | Centrocampista | Christian Eriksen     |     |
| 25         | Centrocampista | Jesper Lindstrøm      |     |
| 9          | Delantero      | Martin Braithwaite    | 59' |
| Entrenador | Entrenador     | Kasper Hjulmand       |     |

| 26 | Centrocampista | Keanu Baccus   | 46' |
| 8  | Defensa        | Bailey Wright  | 74' |
| 9  | Delantero      | Jamie Maclaren | 82' |
| 10 | Centrocampista | Ajdin Hrustic  | 89' |

| 26 | Defensa        | Alexander Bah     | 46' |
| 12 | Delantero      | Kasper Dolberg    | 59' |
| 14 | Centrocampista | Mikkel Damsgaard  | 59' |
| 24 | Centrocampista | Robert Skov       | 69' |
| 21 | Delantero      | Andreas Cornelius | 70' |

| Anotado | 60' | Mathew Leckie | 1–0 |

| Amonestado | 4'  | Aziz Behich   |
| Amonestado | 57' | Milos Degenek |

| Amonestado | 75' | Robert Skov |

| Árbitro             | Mustapha Ghorbal    |
| Árbitros asistentes | Mokrane Gourari     |
| Árbitros asistentes | Abdelhak Etchiali   |
| Cuarto árbitro      | Maguette N'Diaye    |
| Quinto árbitro      | Djibril Camara      |
| VAR                 | Mauro Vigliano      |
| Adicionales VAR     | Nicolás Gallo       |
| Adicionales VAR     | Gabriel Chade       |
| Adicionales VAR     | Adil Zourak         |
| Adicionales VAR     | Ezequiel Brailovsky |

| 1          | Guardameta     | Mathew Ryan    |     |
| 2          | Defensa        | Milos Degenek  |     |
| 19         | Defensa        | Harry Souttar  |     |
| 4          | Defensa        | Kye Rowles     |     |
| 16         | Defensa        | Aziz Behich    |     |
| 7          | Centrocampista | Mathew Leckie  | 89' |
| 22         | Centrocampista | Jackson Irvine |     |
| 13         | Centrocampista | Aaron Mooy     |     |
| 23         | Centrocampista | Craig Goodwin  | 46' |
| 15         | Delantero      | Mitchell Duke  | 82' |
| 14         | Delantero      | Riley McGree   | 74' |
| Entrenador | Entrenador     | Graham Arnold  |     |

| 1          | Guardameta     | Kasper Schmeichel     |     |
| 13         | Defensa        | Rasmus Kristensen     | 46' |
| 2          | Defensa        | Joachim Andersen      |     |
| 6          | Defensa        | Andreas Christensen   |     |
| 5          | Defensa        | Joakim Mæhle          | 70' |
| 23         | Centrocampista | Pierre-Emile Højbjerg |     |
| 7          | Centrocampista | Mathias Jensen        | 59' |
| 11         | Centrocampista | Andreas Skov Olsen    | 69' |
| 10         | Centrocampista | Christian Eriksen     |     |
| 25         | Centrocampista | Jesper Lindstrøm      |     |
| 9          | Delantero      | Martin Braithwaite    | 59' |
| Entrenador | Entrenador     | Kasper Hjulmand       |     |

| 26 | Centrocampista | Keanu Baccus   | 46' |
| 8  | Defensa        | Bailey Wright  | 74' |
| 9  | Delantero      | Jamie Maclaren | 82' |
| 10 | Centrocampista | Ajdin Hrustic  | 89' |

| 26 | Defensa        | Alexander Bah     | 46' |
| 12 | Delantero      | Kasper Dolberg    | 59' |
| 14 | Centrocampista | Mikkel Damsgaard  | 59' |
| 24 | Centrocampista | Robert Skov       | 69' |
| 21 | Delantero      | Andreas Cornelius | 70' |

| Anotado | 60' | Mathew Leckie | 1–0 |

| Amonestado | 4'  | Aziz Behich   |
| Amonestado | 57' | Milos Degenek |

| Amonestado | 75' | Robert Skov |

| Árbitro             | Mustapha Ghorbal    |
| Árbitros asistentes | Mokrane Gourari     |
| Árbitros asistentes | Abdelhak Etchiali   |
| Cuarto árbitro      | Maguette N'Diaye    |
| Quinto árbitro      | Djibril Camara      |
| VAR                 | Mauro Vigliano      |
| Adicionales VAR     | Nicolás Gallo       |
| Adicionales VAR     | Gabriel Chade       |
| Adicionales VAR     | Adil Zourak         |
| Adicionales VAR     | Ezequiel Brailovsky |

| \| Estadísticas \| \| \| \| Tiros \| 8 \| 13 \| \| Tiros a puerta \| 4 \| 3 \| \| Faltas \| 11 \| 10 \| \| Saques de esquina \| 2 \| 6 \| \| Penaltis \| 0 \| 0 \| \| Fueras de juego \| 1 \| 3 \| \| Posesión de balón \| 31% \| 69% \| | Alineación inicial   |                      |
| Estadísticas | Bandera de Australia | Bandera de Dinamarca |
| Tiros | 8                    | 13                   |
| Tiros a puerta | 4                    | 3                    |
| Faltas | 11                   | 10                   |
| Saques de esquina | 2                    | 6                    |
| Penaltis | 0                    | 0                    |
| Fueras de juego | 1                    | 3                    |
| Posesión de balón | 31%                  | 69%                  |

## Estadísticas

### Participación de jugadores
| N.° | Pos        | Jugador            | PJ | Minutos jugados | Goles recibidos | Atajos | Tarjetas amarillas | Doble tarjeta amarilla y roja | Tarjetas rojas |
| --- | ---------- | ------------------ | -- | --------------- | --------------- | ------ | ------------------ | ----------------------------- | -------------- |
| 1   | Guardameta | Kasper Schmeichel  | 3  | 270             | 3               | 9      | 0                  | 0                             | 0              |
| 16  | Guardameta | Oliver Christensen | 0  | 0               | 0               | 0      | 0                  | 0                             | 0              |
| 22  | Guardameta | Frederik Rønnow    | 0  | 0               | 0               | 0      | 0                  | 0                             | 0              |

| N.° | Pos            | Jugador               | PJ | Minutos jugados | Goles | Asistencias | Tarjetas Amarillas | Doble tarjeta amarilla y roja | Tarjetas rojas |
| --- | -------------- | --------------------- | -- | --------------- | ----- | ----------- | ------------------ | ----------------------------- | -------------- |
| 2   | Defensa        | Joachim Andersen      | 3  | 270             | 0     | 0           | 0                  | 0                             | 0              |
| 3   | Defensa        | Victor Nelsson        | 1  | 90              | 0     | 0           | 0                  | 0                             | 0              |
| 4   | Defensa        | Simon Kjær            | 1  | 65              | 0     | 0           | 0                  | 0                             | 0              |
| 5   | Defensa        | Joakim Mæhle          | 3  | 250             | 0     | 0           | 0                  | 0                             | 0              |
| 6   | Defensa        | Andreas Christensen   | 3  | 270             | 1     | 0           | 1                  | 0                             | 0              |
| 7   | Centrocampista | Mathias Jensen        | 2  | 84              | 0     | 0           | 1                  | 0                             | 0              |
| 8   | Centrocampista | Thomas Delaney        | 1  | 45              | 0     | 0           | 0                  | 0                             | 0              |
| 9   | Delantero      | Martin Braithwaite    | 2  | 103             | 0     | 0           | 0                  | 0                             | 0              |
| 10  | Centrocampista | Christian Eriksen     | 3  | 270             | 0     | 0           | 0                  | 0                             | 0              |
| 11  | Centrocampista | Andreas Skov Olsen    | 2  | 134             | 0     | 0           | 0                  | 0                             | 0              |
| 12  | Delantero      | Kasper Dolberg        | 3  | 113             | 0     | 0           | 0                  | 0                             | 0              |
| 13  | Defensa        | Rasmus Kristensen     | 3  | 226             | 0     | 0           | 1                  | 0                             | 0              |
| 14  | Centrocampista | Mikkel Damsgaard      | 3  | 149             | 0     | 0           | 0                  | 0                             | 0              |
| 15  | Centrocampista | Christian Nørgaard    | 1  | 5               | 0     | 0           | 0                  | 0                             | 0              |
| 17  | Defensa        | Jens Stryger Larsen   | 0  | 0               | 0     | 0           | 0                  | 0                             | 0              |
| 18  | Defensa        | Daniel Wass           | 0  | 0               | 0     | 0           | 0                  | 0                             | 0              |
| 19  | Delantero      | Jonas Wind            | 0  | 0               | 0     | 0           | 0                  | 0                             | 0              |
| 20  | Delantero      | Yussuf Poulsen        | 0  | 0               | 0     | 0           | 0                  | 0                             | 0              |
| 21  | Delantero      | Andreas Cornelius     | 3  | 91              | 0     | 0           | 1                  | 0                             | 0              |
| 23  | Centrocampista | Pierre-Emile Højbjerg | 3  | 270             | 0     | 0           | 0                  | 0                             | 0              |
| 24  | Centrocampista | Robert Skov           | 1  | 21              | 0     | 0           | 1                  | 0                             | 0              |
| 25  | Centrocampista | Jesper Lindstrøm      | 3  | 200             | 0     | 0           | 0                  | 0                             | 0              |
| 26  | Defensa        | Alexander Bah         | 2  | 44              | 0     | 0           | 0                  | 0                             | 0              |

### Goleadores
| N.°   | Jugador             | Anotado | PJ | Prom. | Jugada | Cabeza | TL | Penal |
| ----- | ------------------- | ------- | -- | ----- | ------ | ------ | -- | ----- |
| 1     | Andreas Christensen | 1       | 3  | 0.33  | 0      | 1      | 0  | 0     |
| Total | Total               | 1       | 3  | 0.33  | 0      | 1      | 0  | 0     |

### Asistencias
| N.°          | Jugador | Asistencia | Jugada | Cabeza | TL | SdE |
| ------------ | ------- | ---------- | ------ | ------ | -- | --- |
| Inexistentes |         |            |        |        |    |     |
| Total        | Total   | 0          | 0      | 0      | 0  | 0   |

### Tarjetas disciplinarias
| N.°   | Jugador             | Amonestado | Otorgado · Expulsado | Expulsado | Sanción |
| ----- | ------------------- | ---------- | -------------------- | --------- | ------- |
| 1     | Rasmus Kristensen   | 1          | 0                    | 0         |         |
| 2     | Mathias Jensen      | 1          | 0                    | 0         |         |
| 3     | Andreas Christensen | 1          | 0                    | 0         |         |
| 4     | Andreas Cornelius   | 1          | 0                    | 0         |         |
| 5     | Robert Skov         | 1          | 0                    | 0         |         |
| Total | Total               | 5          | 0                    | 0         |         |